# Balconing

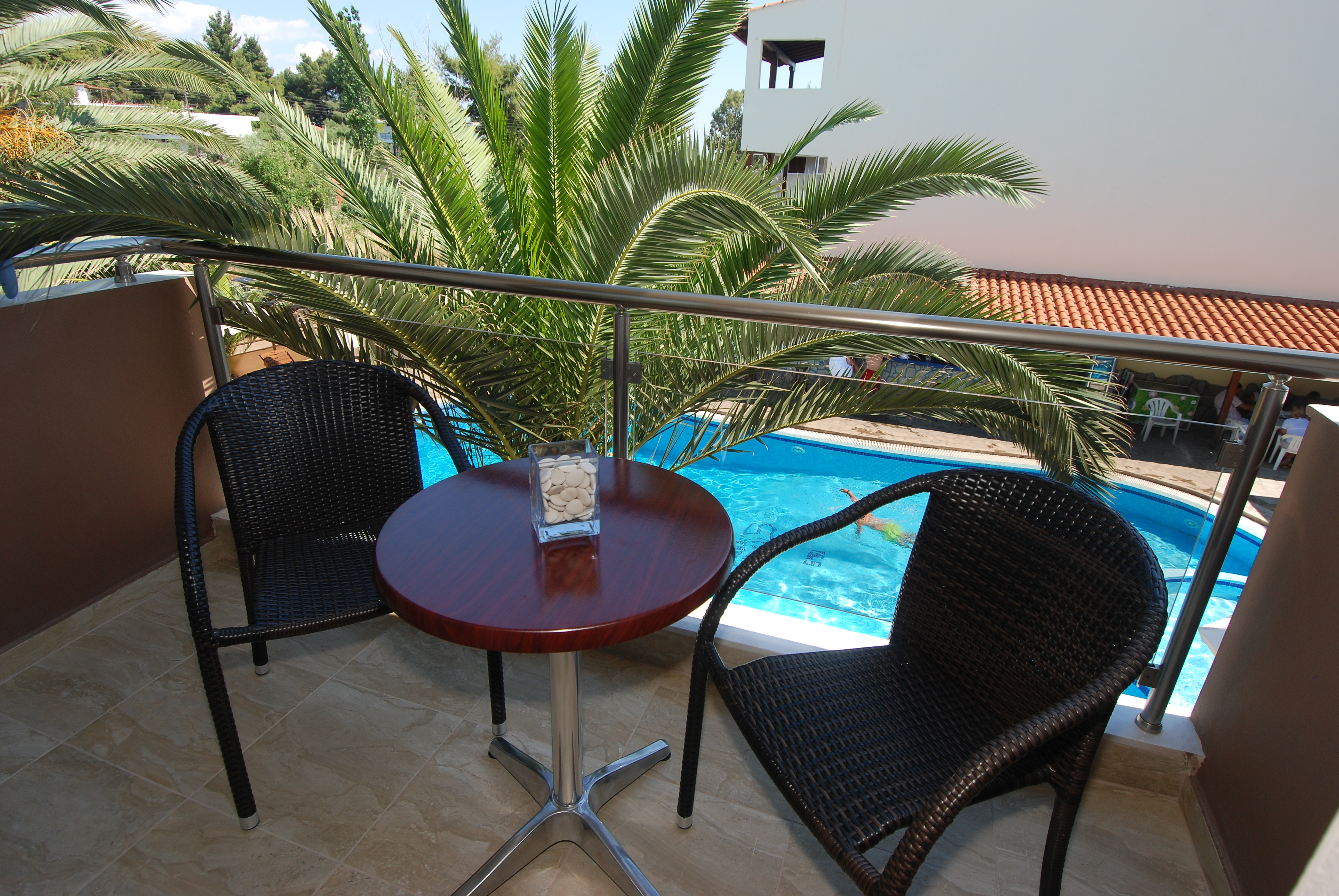
Un balcone affacciato su una piscina, che può venire usato come trampolino

Il balconing è un'attività che consiste nel saltare da un balcone o da una finestra posti a un piano elevato direttamente all'interno di una piscina o di un altro balcone. Tale attività viene solitamente effettuata sotto l'effetto di alcool e droghe, e il salto viene filmato per poi essere caricato su siti web come YouTube o Google Video. Il termine balconing è stato usato per la prima volta dal quotidiano spagnolo El País che l'ha ripreso dai siti web dove venivano caricati i video dei salti.

## Storia
La moda del balconing ha avuto inizio nelle isole Baleari di Ibiza e Maiorca nei primi anni duemila: dal 2005 al 2009 sono stati registrati almeno 10 casi di balconing ad estate. La massima diffusione si è però avuta nell'estate 2010, con oltre trenta casi di balconing. A causa della sua elevata pericolosità la pratica del balconing ha causato nel solo 2010 sei morti e undici feriti, la maggior parte dei quali sono stati turisti inglesi o tedeschi nel cui sangue sono state ritrovate tracce di alcool. Per arginare il diffondersi di tale pratica molti hotel delle Baleari hanno incrementato l'altezza dei parapetti dei balconi portandoli da 1,05 m a 1,10 m - 1,20 m.

## Nella cultura di massa
Nell'episodio Fuori controllo della serie televisiva Dr. House - Medical Division, il protagonista Gregory House pratica il balconing lanciandosi nella piscina dalla terrazza della sua camera d'albergo.